# Campionato italiano a squadre di calcio da tavolo 2001
Il Campionato italiano a squadre di calcio da tavolo del 2001 si è svolto a Latina il 24 e 25 febbraio e a Dolo il 7 e 8 aprile.

## Partite

### Andata
- T.S.C. Black Rose '98 Roma - T.S.C. Latina 2-1
- T.S.C. Stella Artois Milano - A.S. Serenissima '90 3-0
- A.C.S. Perugia - C.C.T. Roma 2-1
- Reggiana Subbuteo - C.C.T. Eagles Napoli 2-1
- A.S. Serenissima '90 - T.S.C. Black Rose '98 Roma 1-2
- T.S.C. Latina - T.S.C. Stella Artois Milano 0-2
- A.C.S. Perugia - C.C.T. Eagles Napoli 2-1
- C.C.T. Roma - Reggiana Subbuteo 0-2
- T.S.C. Black Rose '98 Roma - T.S.C. Stella Artois Milano 1-1
- A.S. Serenissima '90 - T.S.C. Latina 0-1
- Reggiana Subbuteo - A.C.S. Perugia 2-1
- C.C.T. Eagles Napoli - C.C.T. Roma 2-1
- T.S.C. Black Rose '98 Roma - Reggiana Subbuteo 2-2
- T.S.C. Stella Artois Milano - C.C.T. Eagles Napoli 2-2
- C.C.T. Roma - A.S. Serenissima '90 1-1
- A.C.S. Perugia - T.S.C. Latina 2-1
- C.C.T. Eagles Napoli - T.S.C. Black Rose '98 Roma 1-1
- T.S.C. Latina - C.C.T. Roma 2-1
- Reggiana Subbuteo - T.S.C. Stella Artois Milano 3-1
- A.C.S. Perugia - A.S. Serenissima '90 4-0
- T.S.C. Black Rose '98 Roma - A.C.S. Perugia 0-3
- C.C.T. Eagles Napoli - T.S.C. Latina 1-1
- T.S.C. Stella Artois Milano - C.C.T. Roma 2-1
- Reggiana Subbuteo - A.S. Serenissima '90 3-0
- T.S.C. Black Rose '98 Roma - C.C.T. Roma 3-1
- A.C.S. Perugia - T.S.C. Stella Artois Milano 3-0
- T.S.C. Latina - Reggiana Subbuteo 0-2
- C.C.T. Eagles Napoli - A.S. Serenissima '90 3-0

### Ritorno
- T.S.C. Black Rose '98 Roma - T.S.C. Latina 2-1
- T.S.C. Stella Artois Milano - A.S. Serenissima '90 4-0
- A.C.S. Perugia - C.C.T. Roma 2-1
- Reggiana Subbuteo - C.C.T. Eagles Napoli 3-1
- A.S. Serenissima '90 - T.S.C. Black Rose '98 Roma 1-3
- T.S.C. Latina - T.S.C. Stella Artois Milano 0-3
- A.C.S. Perugia - C.C.T. Eagles Napoli 3-1
- C.C.T. Roma - Reggiana Subbuteo 0-4
- T.S.C. Black Rose '98 Roma - T.S.C. Stella Artois Milano 1-3
- A.S. Serenissima '90 - T.S.C. Latina 1-2
- Reggiana Subbuteo - A.C.S. Perugia 2-0
- C.C.T. Eagles Napoli - C.C.T. Roma 1-2
- T.S.C. Black Rose '98 Roma - Reggiana Subbuteo 0-2
- T.S.C. Stella Artois Milano - C.C.T. Eagles Napoli 2-1
- C.C.T. Roma - A.S. Serenissima '90 2-2
- A.C.S. Perugia - T.S.C. Latina 2-2
- C.C.T. Eagles Napoli - T.S.C. Black Rose '98 Roma 0-4
- T.S.C. Latina - C.C.T. Roma 2-2
- Reggiana Subbuteo - T.S.C. Stella Artois Milano 2-0
- A.C.S. Perugia - A.S. Serenissima '90 2-1
- T.S.C. Black Rose '98 Roma - A.C.S. Perugia 1-3
- C.C.T. Eagles Napoli - T.S.C. Latina 2-2
- T.S.C. Stella Artois Milano - C.C.T. Roma 3-0
- Reggiana Subbuteo - A.S. Serenissima '90 3-0
- T.S.C. Black Rose '98 Roma - C.C.T. Roma 2-2
- A.C.S. Perugia - T.S.C. Stella Artois Milano 2-2
- T.S.C. Latina - Reggiana Subbuteo 1-2
- C.C.T. Eagles Napoli - A.S. Serenissima '90 3-1

## Classifica definitiva
|  |    | Classifica finale 2001      | Pt | G  | V  | N | P  | PV | PP |
|  | -- | --------------------------- | -- | -- | -- | - | -- | -- | -- |
|  | 1. | Reggiana Subbuteo           | 37 | 14 | 13 | 1 | -  | 34 | 7  |
|  | 2. | A.C.S. Perugia              | 32 | 14 | 10 | 2 | 2  | 31 | 15 |
|  | 3. | T.S.C. Stella Artois Milano | 27 | 14 | 8  | 3 | 3  | 28 | 16 |
|  | 4. | T.S.C. Black Rose '98 Roma  | 22 | 14 | 6  | 4 | 4  | 24 | 22 |
|  | 5. | T.S.C. Latina               | 16 | 14 | 3  | 4 | 7  | 16 | 24 |
|  | 6. | C.C.T. Eagles Napoli        | 13 | 14 | 3  | 4 | 7  | 21 | 26 |
|  | 7. | C.C.T. Roma                 | 7  | 14 | 1  | 4 | 9  | 15 | 30 |
|  | 8. | A.S. Serenissima '90        | 2  | 14 | -  | 2 | 12 | 8  | 36 |

## Formazione della Squadra Campione D'Italia
| Bari Saverio         |
| Frignani Renzo       |
| Giulianini Giancarlo |
| Lamberti Marco       |
| Conti Massimo        |
| Riccò Alberto        |
| -------------------- |